# Чемпионат мира по фристайлу 1989
2-й чемпионат мира по фристайлу прошёл в Оберхойце (Западная Германия) со 1 по 5 марта 1989 года. Были разыграны медали в четырёх дисциплинах — могуле, акробатике, лыжном балете и в комбинации. Всего было разыграно 8 комплектов наград.

## Результаты

### Мужские соревнования

#### Лыжный балет
1 марта 1989
| Медаль | Спортсмен         | Страна   |
| ------ | ----------------- | -------- |
|        | Херман Райтбергер | Германия |
|        | Лейн Спина        | США      |
|        | Дейв Уолкер       | Канада   |

#### Могул
3 марта 1989
| Медаль | Спортсмен       | Страна    |
| ------ | --------------- | --------- |
|        | Эдгар Гроспирон | Франция   |
|        | Йорг Бинер      | Швейцария |
|        | Эрик Бертон     | Франция   |

#### Акробатика
5 марта 1989
| Медаль | Спортсмен     | Страна  |
| ------ | ------------- | ------- |
|        | Ллойд Ланглуа | Канада  |
|        | Дидье Меда    | Франция |
|        | Филипп Ларош  | Канада  |

#### Комбинация
5 марта 1989
| Медаль | Спортсмен    | Страна  |
| ------ | ------------ | ------- |
|        | Крис Симболи | Канада  |
|        | Скот Огрен   | США     |
|        | Марти Рафель | Испания |

### Женские соревнования

#### Лыжный балет
1 марта 1989
| Медаль | Спортсмен     | Страна    |
| ------ | ------------- | --------- |
|        | Ян Буше       | США       |
|        | Конни Кислинг | Швейцария |
|        | Люси Барма    | Канада    |

#### Могул
3 марта 1989
| Медаль | Спортсмен           | Страна   |
| ------ | ------------------- | -------- |
|        | Рафаэль Моно        | Франция  |
|        | Донна Вайнбрехт     | США      |
|        | Татьяна Миттермайер | Германия |

#### Акробатика
5 марта 1989
| Медаль | Спортсмен      | Страна   |
| ------ | -------------- | -------- |
|        | Катерин Ломбар | Франция  |
|        | Соня Райхард   | Германия |
|        | Мелани Паленик | США      |

#### Комбинация
5 марта 1989
| Медаль | Спортсмен       | Страна    |
| ------ | --------------- | --------- |
|        | Мелани Паленик  | США       |
|        | Конни Кисслинг  | Швейцария |
|        | Мередит Гарднер | Канада    |

## Медальный зачёт
| Место | Страна    |   |   |   | Всего |
| ----- | --------- | - | - | - | ----- |
| 1.    | Франция   | 3 | 1 | 1 | 5     |
| 2.    | США       | 2 | 3 | 1 | 6     |
| 3.    | Канада    | 2 | 0 | 4 | 6     |
| 4.    | Германия  | 1 | 1 | 1 | 3     |
| 5.    | Швейцария | 0 | 3 | 0 | 3     |
| 6.    | Испания   | 0 | 0 | 1 | 1     |